# Francis Beaufort
Sir Francis Beaufort FRS FRGS (Navan, Irlanda 27 de maig de 1774 – Hove, Sussex, Anglaterra.17 de desembre de 1857) va ser un hidrògraf britànic nascut a Irlanda oficial a la Royal Navy. Beaufort va ser el creador de l'escala Beaufort que indica la força dels vents.

## Biografia
Francis Beaufort era descendent d'Hugonots francesos, que abandonaren França després de la Nit de Sant Bartomeu i s'establiren a Irlanda.
Francis va créixer a Gal·les i Irlanda fins als 14 anys. Aleshores deixà l'escola i es va fer mariner però va rebre educació amb grans científics del seu temps com, incloent-hi Herschel, Airy, i Babbage.
Francis Beaufort es va preocupar de l'exactitud de les cartes nàutiques, ja que ell mateix va naufragar als 15 anys per un error en la carta nàutica.
El 1810 va ser nomenat capità de la Royal Navy.

## Escala de vents
Durant els seus primers anys de comandament, Beaufort va desenvolupar les primeres versions de l'escala Beaufort i notació del codi meteorològic on el cercle representa una estació meteorolòica. Beaufort no va inventar res nou sinó que va adoptar com estàndard allà on no n'hi havia.
El 1812 va explorar les runes arqueològiques d'Anatòlia i sobre això el 1817 publicà el llibre Karamania o la descripció de la costa sud s'Àsia menor.
El 1829 va passar a ser el cap de l'Oficina Hidrogràfica del Regne Unit.
Durant el seu comandament es van administrar els observatoris de Greenwich, i de Ciutat del Cap. Dirigí exploracions marítimes i experiments. Durant 8 anys dirigí el Consell Àrtic (Arctic Council) quan l'explorador, Sir John Franklin, es perdé en la recerca del llegendari Pas del Nord-oest.
Beaufort entrenà Robert FitzRoy, quan aquest era comandant temporal del Beagle. Quan FitzRoy va comandar el famós segon viatge del Beagle va demanar a Beaufort que cerqués un científic per 
al Beagle i Beaufort va invitar a Charles Darwin
Beaufort obtingué el suport governamental per viatges a l'Antàrtida fets entre 1839 i 1843 per James Clark Ross i es varen fer mesures del magnetisme terrestre, coordinats amb mesures semblant a Europa i Àsia.
Beaufort va fer taules de marees a les costes britàniques.

## Llegat
Llocs geogràfics amb el nom de Beaufort, inclouen:
- Mar de Beaufort (braç de l'oceà Artic)
- Illa de Beaufort, Antàrtida
- Cala Beaufort, Oceà Atlàntic Nord